# Війниця (річка)
Ві́йниця — річка в Україні, в межах Володимирського району Волинської області. Права притока Луги-Свинорийки (басейн Західного Бугу). 

## Опис
Довжина 10 км, площа басейну 51 км². Долина широка (в пониззі звужується) частково заболочена. Річище слабозвивисте. 

## Розташування
Війниця бере початок при лісовому масиві на північ від села Війниці. Тече переважно на південь (частково — на південний захід). Впадає до Луги-Свинорийки біля південно-східної околиці смт Локачі. 
Над річкою розташоване смт Локачі. 